# Зражевский, Дмитрий Степанович
Дмитрий Степанович Зражевский (22 августа 1905 года, с. Кухари, Киевская губерния, Российская империя — 9 февраля 1980 года, Воронеж, РСФСР, СССР) — советский военачальник, генерал-майор артиллерии (25.09.1944).

## Биография
Родился в селе Кухари, ныне в Иванковском районе, Киевская область, Украина. Украинец.

### Военная служба

#### Межвоенные годы
11 мая 1922 года поступил в 4-ю Киевскую артиллерийскую школу. После её окончания в августе 1925 года назначен в 284-й стрелковый полк 95-й стрелковой дивизии УВО в городе Первомайск, где проходил службу начальником разведки полковой батареи и командиром батареи. В мае 1929 года переведен командиром батареи в 152-й стрелковый полк 51-й Перекопской стрелковой дивизии в городе Тирасполь. С августа 1931 года служил помощником командира и командиром дивизиона в 25-м артиллерийском полку 25-й Чапаевской стрелковой дивизии в городе Кременчуг. С марта по август 1937 года прошел подготовку на КУКС зенитной артиллерии в городе Евпатория, затем вернулся на прежнюю должность. В январе 1940 года капитан Зражевский назначен командиром дивизиона 178-го гаубичного артиллерийского полка 151-й стрелковой дивизии ХВО в городе Александрия. С передислокацией в город Лубны Полтавской области полк был переименован в 464-й гаубичный, а Зражевский в допущен к исполнению должности начальника штаба полка. В июле 1940 года переведен начальником штаба и врид командира 567-го легкого артиллерийского полка 127-й стрелковой дивизии. В сентябре по личной просьбе был переведен в 151-ю стрелковую дивизию на прежнюю должность начальника штаба 464-го гаубичного артиллерийского полка. К началу войны окончил 2 курса заочного факультета Военной академии РККА им. М. В. Фрунзе.

#### Великая Отечественная война
24 июня 1941 года майор Зражевский направлен командиром 353-го легкого артиллерийского полка. В составе 151-й стрелковой дивизии 21-й армии Западного и Центрального фронтов полк участвовал в Смоленском сражении, в оборонительных боях под Гомелем. В конце августа дивизия была выведена в резерв вновь сформированного Брянского фронта на доукомплектование, а Зражевский направлен в ПриВО на формирование 913-го стрелкового полка 344-й стрелковой дивизии. Одновременно он исполнял обязанности начальника артиллерии дивизии. По завершении формирования дивизия была передислоцирована под Москву в район Кузьминок, а оттуда направлена на оборону Калужского шоссе. В январе 1942 года полк переброшен под Калугу в состав 50-й армии Западного фронта, а Зражевский был утвержден в должности начальника артиллерии дивизии, участвовал с в боях на юхновском выступе, по овладению городами Мосальск, Сухиничи и других.
С марта 1942 года Зражевский — начальник артиллерии 413-й стрелковой дивизии Её части до марта 1943 года занимали оборону на Варшавском шоссе юго-западее города Юхнов, затем участвовали в Ржевско-Вяземской наступательной oneрации. В начале мая дивизия была передислоцирована на левый фланг 50-й армии в нас. пункта Маклаки Смоленской области для прикрытия стыка с 16-й армией. В 1942 году Зражевский вступил в ВКП(б)..
В июне 1943 года полковник Зражевский назначается командующим артиллерией 38-го стрелкового корпуса, входившего состав 50-й, затем 10-й армий Западного фронта.
С 10 апреля 1944 года Зражевский назначен командиром 22-й артиллерийской дивизии прорыва РГК.
В июне она вошла в подчинение 48-й армии 1-го Белорусского фронта участвовала в Бобруйской наступательной операции. По её завершении была выведена в резерв фронта, а о направлена в состав 28-й армии. В дальнейшем её части поддерживали войска армии в Люблин-Брестской наступательной операции, при форсировании рек Гривда и Шара, освобождении города Брест и восточных районов Польши. С выходом к предместью Варшавы — городу Прага дивизия была дана на усиление 47-й армии. Участвовала с ней в овладении этим городом, в ликвидации висло-бугско-наревского плацдарма. В начале декабря 1944 года дивизия вошла в подчинение 8-й гвардейской армии и была переброшена на висленский плацдарм в районе города Мангушев, затем передана 5-й ударной армии в составе последней участвовала в прорыве обороны противника и выходе 4 февраля 1945 года на польско-германскую границу, затем принимала участие в Восточно-Померанской операции. В конце марта была подчинена 33-й армии и участвовала с ней в Берлинской наступательной операции, в окружении группировки противника юго-восточнее Берлина. В конце апреля — начале мая её части поддерживали войска 5-й ударной армии в уличных боях при штурме Берлина.
За время войны комдив Зражевский был девять раз персонально упомянут в благодарственных приказах Верховного Главнокомандующего.

#### Послевоенное время
После войны генерал-майор артиллерии Зражевский продолжал командовать 22-й артиллерийской Гомельской Краснознаменной орденов Суворова, Кутузова и Богдана Хмельницкого дивизией прорыва в ГСОВГ. После расформирования в июле 1946 года был направлен в МВО на должность заместителя командира по боевой подготовке 9-го артиллерийского корпуса прорыва.
С сентября 1947 года — командир 12-й кадровой артиллерийской дивизии РВК (с 20 мая 1951 г. — 12-я артиллерийская дивизия прорыва РВГК).
С апреля 1952 года занимал должность заместителя командующего артиллерией ЗакВО.
С декабря 1955 года октябрь 1956 года проходил обучение ВАК при Высшей военной академии К. Е. Ворошилова. После курсов назначен командующим артиллерией Отдельной механизированной армии, переформированной в июне 1957 года в 1-ю отдельную армию.
С декабря 1958 года был командующим артиллерией Воронежского ВО. С сентября 1960 года по июль 1961 года состоял в распоряжении Главнокомандующего ракетными войсками, затем направлен военным специалистом в Румынию. По возвращении в СССР в ноябре 1962 года назначен заместителем начальника Центральных артиллерийских офицерских курсов.
3 июля 1963 года генерал-майор артиллерии Зражевский уволен в запас.
Умер 9 февраля 1980 года, похоронен на Юго-Западном кладбище в городе Воронеже .

## Награды
СССР
- орден Ленина (06.11.1947)[4]
- пять орденов Красного Знамени (24.01.1943[5], 23.10.1943[6], 15.10.1944[7], 03.11.1944[4], 20.04.1953[4])
- два ордена Суворова II степени (06.04.1945[8], 29.05.1945[9])
- орден Кутузова II степени (23.07.1944)[10]
- орден Красной Звезды

медали в том числе:
- - «За оборону Москвы» (23.12.1944)[11]
  - «За победу над Германией в Великой Отечественной войне 1941—1945 гг.» (05.11.1945)[12]
  - «За взятие Берлина» (04.11.1945)[13]
  - «За освобождение Варшавы»

Приказы (благодарности) Верховного Главнокомандующего в которых отмечен Д. С. Зражевский
- За форсирование реки Друть и прорыв сильной, глубоко эшелонированной обороны противника на фронте протяжением 30 километров и продвижение в глубину до 12 километров, а также захват более 100 населенных пунктов, среди которых Ректа, Озеране, Веричев, Заполье, Заболотье, Кнышевичи, Моисеевка, Мушичи, и блокирование железной дороги Бобруйск — Лунинец в районе ст. Мошна, Черные Броды. 25 июня 1944 года № 118.
- За овладение крепостью Прага — предместьем Варшавы и важным опорным пунктом обороны немцев на восточном берегу Вислы. 14 сентября 1944 года № 187.
- За овладение сильными опорными пунктами обороны немцев Варка, Груйец, Козенице, Солец, Зволень, Бялобжеги, Едлинск, Илжа, а также занятие более 1300 других населенных пунктов. 16 января 1945 года. № 221
- За овладение штурмом городом Шнайдемюль — важным узлом коммуникаций и мощным опорным пунктом обороны немцев в восточной части Померании. 14 февраля 1945 года. № 279.
- За овладение городами Бервальде, Темпельбург, Фалькенбург, Драмбург, Вангерин, Лабес, Фрайенвальде, Шифельбайн, Регенвальде и Керлин — важными узлами коммуникаций и сильными опорными пунктами обороны немцев в Померании. 4 марта 1945 года. № 288.
- За овладение штурмом городами Голлнов, Штепенитц и Массов — важными опорными пунктами обороны немцев на подступах к Штеттину. 7 марта 1945 года. № 295.
- За овладение городом Альтдамм и ликвидировали сильно укрепленный плацдарм немцев на правом берегу реки Одер восточнее Штеттина. 20 марта 1945 года. № 304.
- За овладение городами Франкфурт-на-Одере, Вандлитц, Ораниенбург, Биркенвердер, Геннигсдорф, Панков, Фридрихсфелъде, Карлсхорст, Кепеник и прорыв в столицу Германии Берлин. 23 апреля 1945 года. № 339.
- За завершение ликвидации группы немецких войск, окруженной юго-восточнее Берлина. 2 мая 1945 года. № 357

Других государств
- Кавалер рыцарского ордена «Виртути Милитари» (ПНР)
- Медаль «За Варшаву 1939—1945» (ПНР
- Медаль «За Одер, Нейсе, Балтику» (ПНР